# Niangdo
Ne doit pas être confondu avec Niangado.
Niangdo (également appelé Niakado) est une commune rurale située dans le département de Poa de la province du Boulkiemdé dans la région Centre-Ouest au Burkina Faso.

## Éducation et santé
La commune accueille un centre de santé et de promotion sociale (CSPS).